# Internacionála anarchistických federací
Internacionála anarchistických federací (anglicky: International of Anarchist Federations, IAF; francouzsky: Internationale des Fédérations Anarchistes, IFA) je anarchistická internacionála. Byla založena během anarchistické konference v italském městě Carrara v roce 1968 třemi existujícími federacemi Francie, Itálie a Španělska a také bulharskou federací ve francouzském exilu. Členy jsou Československá anarchistická federace, Iberská anarchistická federace, Argentinská libertariánská federace, Anarchistická federace Běloruska, Federace anarchistů v Bulharsku, Anarchistická federace ve Francii, Federace německy mluvících anarchistů, Italská anarchistická federace, Anarchistická federace v Británii a Irsku a Federace pro anarchistickou organizaci působící ve Slovinsku a Chorvatsku.

## Principy
Internacionála anarchistických federací funguje na principech federalismu a vzájemné pomoci. Prosazuje přímou akci. Usiluje o:
1. zrušení všech forem autority, ať už ve formě ekonomické, politické, sociální, náboženské, kulturní či genderové
2. vybudování svobodné společnosti bez tříd a států nebo hranic na principech anarchistického federalismu a vzájemné pomoci[1]